# La stirpe dei fedeli
Blood of the fold è un romanzo fantasy del 1996 dello scrittore statunitense Terry Goodkind e rappresenta il terzo libro della saga delle La spada della verità, preceduto da Stone of Tears e seguito dal romanzo La profezia della luna rossa.
È stato pubblicato in lingua italiana per la prima volta da Fanucci suddiviso in due volumi, La stirpe dei fedeli (2000) e L'Ordine Imperiale (2000). In seguito è stato ripubblicato in volume unico col titolo La spada della Verità - Volume 3 (2002).

## Trama

### La stirpe dei fedeli
Al Palazzo dei Profeti si è consumato il funerale del profeta Nathan e della priora Annalina Aldurren, mentre sorella Verna e Warren, ormai liberato dal Rada'Han, erano in viaggio insieme a Richard per abbattere la barriera tra Nuovo e Vecchio Mondo. Al ritorno dal funerale sorella Verna si attarda con Warren ed al suo arrivo al Palazzo scopre che l'anello della Priora è al centro della sala grande, avvolto in un incantesimo che non ha permesso a nessuna sorella di avvicinarsi, nonostante tutte, a turno, abbiano tentato. Le sorelle più anziane invitano sorella Verna a fare anche lei un tentativo e, con sorpresa di tutti, lo schermo la lascia passare e, una volta all'interno dell'incantesimo, Verna scopre che la Priora l'ha designata come suo successore. Incredula Verna confida a Warren di non sapere come comportarsi a causa della presenza nel Palazzo delle Sorelle dell'Oscurità.
Nel frattempo Richard si trova ad Aydindril e subisce un attacco dei mriswith, ma si salva grazie a Gratch che riesce ad avvertire la presenza delle creature in tempo; rendendosi conto di aver bisogno di alleati Richard decide di recarsi all'ambasciata del D'Hara per esigere la fedeltà delle truppe in qualità di nuovo Lord Rahl. Durante il tragitto in città dona una moneta d'argento col simbolo del Palazzo dei Profeti ad una bambina che, insieme alla nonna, vende focacce al miele e viene da loro riconosciuto come il Cercatore, ma si fa promettere che non sveleranno la sua identità; poco dopo si scontra con Galtero, generale della Stirpe dei Fedeli e viene salvato dall'arresto solo grazie all'intervento di quattro Mord-Sith, Cara, Raina, Berdine e Hally, e due guardie personali del Maestro Rahl, Ulic ed Egan, che gli giurano fedeltà. Da loro Richard apprende anche la natura del particolare legame che sussiste tra Lord Rahl e tutti i d'hariani: un incantesimo lanciato quasi tremila anni prima da un antenato di Richard lega, con un giuramento di fedeltà, tutti i d'hariani all'attuale Lord Rahl, così i d'hariani proteggono Lord Rahl con la forza delle armi e Lord Rahl protegge tutti i suoi sudditi con la forza della magia; l'unico requisito richiesto perché il legame magico prenda corpo è che i d'hariani riconoscano la legittimità del titolo di Lord Rahl. Richard e la sua scorta si recano, quindi, dal generale Reibisch, l'uomo a capo del contingente d'hariano, per guadagnarne la fedeltà e ci riescono solo grazie ad un attacco di mriswith che irrompono nella sala durante il negoziato uccidendo diversi soldati e Hally, una delle Mord-Sith, e che Richard uccide danzando con gli spiriti. Il generale riconosce l'autorità di Lord Rahl, legando così anche l'esercito presente in Aydindril.
Al palazzo del Nicobarese il Lord Generale della Stirpe dei Fedeli, Tobias Brogan, coadiuvato dalla sorella Lunetta, che attraverso il suo dono riesce ad individuare chi mente, indaga sulla morte della Madre Depositaria; tra gli interrogati ci sono anche padrona Sanderholt, la cuoca del Palazzo delle Depositarie, le cui menzogne vengono scoperte da Lunetta che capisce, così, che Kahlan è ancora viva, e anche la vecchietta e la bambina che Richard ha incontrato lungo la strada, dalle quali il generale Brogan riceve risposte sorprendentemente ambigue e che dimostrano anche una conoscenza della magia maggiore del previsto, insinuando il dubbio che la Madre Depositaria sia viva e protetta da un incantesimo; la vecchia dà a Brogan la moneta ricevuta da Richard dicendogli che in città c'è un mago abbastanza potente da lanciare un incantesimo di quel tipo. Brogan dà ordine ad un suo subordinato di interrogare le due donne con ogni mezzo per avere la prova che la loro conoscenza della magia le rivela come serve del Guardiano poi decide di mettersi subito alla ricerca della Madre Depositaria per ucciderla; tuttavia viene fermato dalle parole della sorella la quale gli spiega che l'incantesimo che protegge Kahlan probabilmente fa in modo che chi la cerca non possa riconoscerla. Mentre decidono il da farsi Brogan viene convocato al Palazzo delle Depositarie dal nuovo Lord Rahl, insieme a tutte le delegazioni delle Terre Centrali.
Al Palazzo delle Depositarie Richard scioglie le Terre Centrali dando a tutti un ultimatum: o si uniscono spontaneamente all'impero d'hariano, a condizioni eque e giuste per tutti, o verranno pesantemente conquistati. Alle sue parole si ribellano il duca e la duchessa di Lumholtz, a nome di tutti i dignitari delle Terre Centrali, ma Richard non lascia spazio alle polemiche; annuncia, inoltre, che la Galea si è già unita all'impero d'hariano e che egli sta per sposare la nuova regina della Galea; dopodiché l'assemblea viene sciolta con l'avvertimento che nessuno dei dignitari potrà lasciare Aydindril finché non avrà deciso se arrendersi o meno al D'Hara. Richard trattiene Brogan e la sorella e domanda loro ragione degli interrogatori che si svolgono nel palazzo del Nicobarese; ribadisce che la Madre Depositaria è morta e pone l'accento sul fatto che il Nicobarese, come la Galea, guidata dalla regina Kahlan Amnell, farebbe meglio ad unirsi al D'Hara. Brogan come segno di fiducia da a Richard il proprio coltello e gli chiede in cambio una moneta d'argento, ricevendone una uguale a quella avuta dalla vecchia. Alla fine della riunione Richard, tramite Gratch, invia una lettera a Kahlan, comunicandole le sue risoluzioni sulla sorte delle Terre Centrali.
Al Palazzo dei Profeti la priora Verna e Warren vanno a trovare sorella Simona, una sorella della Luce confinata in infermeria perché è ritenuta pazza; da lei scoprono che l'imperatore Jagang, che sta per arrivare in visita a Tanimura, è colui che nella profezie antiche viene chiamato il tiranno dei sogni; inoltre si rendono conto che ci sono molti punti oscuri nelle circostanze che hanno accompagnato la morte della Priora Annalina e del Profeta Nathan, decidendo così di indagare.
Appena usciti dall'assemblea Tobias Brogan usa la sorella Lunetta per catturare il duca e la duchessa Lumholtz, uccide l'uomo e fa lanciare un incantesimo sulla donna, perché ella uccida Richard; decide inoltre di scappare da Aydindril per lanciarsi all'inseguimento della Madre Depositaria, poiché ha intuito che ella si cela sotto l'identità della regina della Galea. Tornato a palazzo scopre che il soldato a cui aveva dato ordine di torturare la vecchia è morto e la donna e la bambina sono fuggite; Brogan, Lunetta si preparano a fuggire per inseguire la Madre Depositaria, ma vengono attaccati dai soldati d'hariani di guardia al palazzo. In loro difesa intervengono i mriswith che uccidono i soldati e Galtero che tramortisce Berdine, la mord-sith, su cui Lunetta lancia un incantesimo, ordinandole di assassinare Lord Rahl.
Sotto l'effetto dell'incantesimo la duchessa Lumholtz si presenta a Richard il quale si trova inspiegabilmente attratto dalla donna, al punto da dubitare del controllo delle proprie azioni, e accetta di tenerla a palazzo come sua ospite se lei, che dopo la morte del principe Fyren è la diretta erede al trono, deciderà di far arrendere il Kelton. Ottenute le relative assicurazioni Richard la ospita per proteggerla dai mriswith.
Nel frattempo la priora Verna ritrova il suo libretto di viaggio nel tempietto privato della priora e Warren scopre, con sua somma sorpresa, di essere un profeta quando pronuncia la sua prima profezia, nella quale si parla di una "falsa priora" e della "fine del Palazzo dei Profeti". Insieme Verna e Warren decidono di andare a parlare ai becchini di cui il Palazzo ha richiesto i servigi, per scoprire per quale motivo erano stati ingaggiati.
Richard è ormai succube dell'incantesimo che circonda la duchessa di Lumholtz, tuttavia riesce ad organizzare ed a portare a termine la cerimonia pubblica in cui il Kelton si arrende totalmente al D'Hara, per dare alle altre nazioni un esempio di quanto le sue intenzioni siano serie.
Ulicia e le altre cinque Sorelle dell'Oscurità arrivano alla residenza dell'imperatore Jagang, nella quale scoprono che un gran numero di Sorelle della Luce e dell'Oscurità sono schiave di Jagang, il quale le ha piegate al suo volere usando la sua capacità di tiranno dei sogni. Ulicia e le cinque Sorelle uniscono i loro Han e attaccano insieme l'imperatore per eliminarlo.

### L'Ordine Imperiale
L'imperatore Jagang respinge senza sforzo l'attacco delle Sorelle dell'Oscurità, poiché aveva già previsto tutto leggendo i loro sogni, e le rende schiave, promettendo loro atroci sofferenze se useranno la magia senza un suo ordine diretto. Le sei fanno buon viso a cattivo gioco, ma promettono di trovare un modo per vendicarsi.
Al Palazzo delle Depositarie Richard riesce a ritirarsi nella sua stanza per la notte, sfuggendo alla duchessa di Lumholtz, ma poco dopo ella entra nella sua stanza, apparentemente desiderosa di passare la notte con lui. Richard capisce che qualcosa non va e, facendo appello alla sua magia, intravede la natura dell'incantesimo gettato sulla duchessa e si accorge che sta per pugnalarlo; mentre sfugge all'agguato della donna entra nella stanza un mriswith che uccide la duchessa e si rivolge a Richard dicendogli che lo ha salvato in quanto loro sono "fratelli di pelle". Sconcertato dall'affermazione Richard lascia fuggire il mriswith poi, osservando il corpo della donna ormai morta, si accorge che le manca il capezzolo sinistro; intuendo che il fatto è legato all'incantesimo che ha modificato il comportamento della duchessa, Lord Rahl fa chiamare le tre Mord-Sith e scopre che anche Berdine, la Mord-Sith che lo ha minacciato con l'Agiel il giorno precedente, ha subito la medesima mutilazione. Cercando di salvare Berdine dall'incantesimo, Richard si lascia colpire con l'Agiel, in modo da provare che il legame magico con la casata dei Rahl è più potente dell'incantesimo che le hanno lanciato; effettivamente il legame magico con Lord Rahl impedisce a Berdine di uccidere Richard, se lui non tenta di difendersi. Alla fine la donna, distrutta dal dolore della magia, implora Richard di ucciderla, ma egli la salva, cancellando l'incantesimo che le hanno lanciato. Sbalordite dal comportamento altruista di Lord Rahl le tre Mord-Sith gli giurano nuovamente la loro fedeltà.
Al Palazzo dei Profeti la Priora Verna passa la notte nel tempietto privato della Priora, poiché, interrogando i becchini, ha capito che Nathan e la Priora Annalina sono ancora vivi e, attraverso il libro di viaggio che le hanno lasciato, può comunicare con loro. Durante la notte Verna apprende dalla Priora Annalina che lei e Nathan hanno finto la loro morte per intraprendere un viaggio che servirà a far imboccare la giusta diramazione ad alcune profezie, fondamentali per salvare l'umanità; spiega, inoltre, a Verna che la scelta di nominare proprio lei priora è dipeso da un'altra profezia e che il suo ruolo è quello di individuare quali, tra le sorelle, sono fedeli al Creatore e fare uscire tutte loro dal Palazzo prima dell'arrivo dell'imperatore. Rincuorata dalle parole della priora, ma anche indecisa su quale sia il metodo per distinguere le Sorelle della Luce da quelle dell'Oscurità, Verna va a cercare Warren per consultarsi con lui, ma scopre che il ragazzo ha lasciato il Palazzo, in seguito ad una loro precedente discussione.
Kahlan, Zedd, Adie ed il resto dell'esercito galeano vengono raggiunti da Gratch che riesce a consegnare la lettera di Richard; Kahlan la legge e rimane sconcertata dal fatto che Richard abbia sciolto le Terre Centrali, così domanda a Zedd di rimuovere l'incantesimo che nasconde la sua identità per tornare ad Aydindril e sistemare le cose. Naturalmente il mago rifiuta facendo capire a Kahlan che Richard sta facendo tutto il possibile per riunire le Terre Centrali continuando a far credere a tutti che la Madre Depositaria è morta. Zedd decide di tornare comunque ad Aydindril per evitare che Richard entri nel Mastio del Mago e provochi dei guai a causa della sua limitata conoscenza della magia, perciò Gratch parte portando in volo Zedd; prima di andare il mago confida a Kahlan che, nel caso il viaggio gli fosse fatale, l'unico modo per sciogliere l'incantesimo che ha gettato su di lei è che qualcuno dotato del dono intuisca e riveli ad alta voce la sua vera identità. Poco dopo la partenza Kahlan e Adie vengono rintracciate e catturate da Tobias Brogan, che avendo intuito la vera identità della Madre Depositaria, riesce a rompere l'incantesimo; in aiuto di Brogan ci sono i mriswith e una Sorella dell'Oscurità, poiché Brogan, che senza rendersene conto è finito sotto l'influenza del Tiranno dei Sogni, crede che essi siano emissari del Creatore. Kahlan e Adie, prigioniere con un Rada-Han al collo, vengono portate al Palazzo dei Profeti.
Nel frattempo la Priora Verna viene rinchiusa in una cella dalle Sorelle dell'Oscurità, capeggiate da Sorella Leoma, che inibiscono la sua magia con un Rada'Han, e nominano priora Ulicia.
Ad Aydindril Richard entra nel Mastio del Mago per cercare qualsiasi cosa lo possa aiutare a sconfiggere il Tiranno dei Sogni; insieme a Berdine passa le barriere all'ingresso e riesce a districarsi tra le trappole magiche, benché sia la prima volta che entra nel Mastio. Seguendo le indicazioni di un mriswith, che ancora una volta non cerca di uccidere Richard, ma anzi lo aiuta e continua a chiamarlo "fratello di pelle", arrivano in una stanza in cui trovano il corpo mummificato di un mago ed un diario. I due prendono il diario e tornano al Palazzo delle Depositarie.
Poco dopo l'uscita di Richard, Ann entra nel Mastio da sola, dopo aver bloccato il potere di Nathan, per lasciarsi catturare e poi salvare, compiendo così una profezia indispensabile per la salvezza del mondo. A catturare Ann è Valdora, la vecchietta delle focacce al miele, con sua nipote; l'anziana donna è, infatti, una Sorella della Luce che era stata espulsa dalla confraternita molti anni addietro per uso illecito dei propri poteri magici. Ann viene torturata e rischia la vita per aspettare Zedd, poiché la profezia dice che sarà un mago a salvarla, tuttavia, quando egli arriva al Mastio con Gratch, i due vengono attaccati dai mriswith e, mentre Gratch viene spinto giù dalle mura, Zedd viene ferito ed è troppo debole per salvare Ann; eppure la profezia si compirà comunque, perché a trafiggere Valdora con una spada, sarà Nathan, che teme per la vita della Priora. Ann mette così un Rada'Han a Zedd, per impedirgli di interferire con le future azioni di Richard e, presa con loro Holly, la nipotina di Valdora, i quattro partono per il Palazzo dei Profeti con l'intenzione di distruggerlo per impedire che cada nelle mani di Jagang.
La Priora Verna si risveglia in cella e viene a sapere da sorella Leoma che la sua reclusione ha uno scopo preciso: l'imperatore Jagang vuole scoprire se è possibile rompere il legame magico che protegge chi è fedele a Lord Rahl, per questo sorella Leoma è stata autorizzata a torturare Verna, attraverso il Rada-Han, per usarla come cavia; inoltre a Verna viene detto che Warren non ha mai lasciato il Palazzo, ma egli è rinchiuso negli alloggi del Profeta e vive da recluso.
Richard riceve una visita dal comandante supremo dell'esercito keltiano che si dice molto preoccupato per il destino del proprio paese, in quanto, con la morte della duchessa Lumholtz, si potrebbe aprire una sanguinosa guerra di successione, prega perciò Richard di nominare un re per il Kelton ed egli risponde scegliendo Kahlan come regina del Kelton. Con grande stupore di Richard il generale keltiano mostra di sapere che Kahlan è la Madre Depositaria ed anche le Mord-Sith ne sono a conoscenza; Richard si rende conto, allora, che l'incantesimo che proteggeva Kahlan si è dissolto e decide di mandare i suoi soldati a cercarle per assicurarsi che stia bene.
Kahlan e Adie vengono condotte al Palazzo dei Profeti e rinchiuse in una stanza in attesa dell'arrivo di Jagang; intanto Brogan comincia a sospettare che quello che sta succedendo al Palazzo dei Profeti non segua la volontà del Creatore e, contemporaneamente, a dare segni di squilibrio mentale.
Sorella Leoma continua a torturare la Priora Verna, ma porta con sé Millie, la donna delle pulizie, perché sistemi un po' la cella della Priora; Millie riesce a far avere di nascosto il dacra di Warren a Verna e, con esso, la Priora pugnala sorella Leoma e la costringe a toglierle il Rada-Han ed a spiegarle il motivo per cui è stata rinchiusa. Uccisa sorella Leoma, la Priora Verna libera sorella Simona, si ricongiunge a Millie e a sorella Philippa e, insieme a loro, inizia a radunare ed a portare fuori dal Palazzo tutte le vere sorelle della Luce, secondo il volere della Priora Annalina.
Un messaggero arriva da Richard e gli riferisce che i soldati in perlustrazione hanno trovato il luogo in cui era accampata Kahlan, ma la sua guardia era stata sterminata e la Madre Depositaria non c'era, mentre delle tracce di carri puntavano a Sud. Richard capisce che chi ha rapito Kahlan la sta portando verso Tanimura e decide di tornare nel Mastio del Mago per svegliare la Sliph, una artefatto magico con cui si possono percorrere lunghe distanze in brevissimo tempo. Berdine lo rincorre e gli grida di togliersi il mantello del mriswith, ma Richard non la ascolta e si lancia all'interno del Mastio dove un mriswith gli indica nuovamente la strada da percorrere per arrivare alla stanza in cui giace la sliph. Una volta arrivato Richard chiama la creatura che si offre di portarlo a Tanimura, ma a patto che lasci la Spada della Verità, incompatibile con la sua magia; Lord Rahl accetta e arriva in breve nella Foresta di Hagen, in cui trova ad accoglierlo un gran numero di mriswith che gli offrono uno yabree, uno dei loro coltelli a tre lame. Sotto l'influsso dell'arma, che manipola la mente di Richard, egli segue Merissa, la Sorella dell'Oscurità, fino alla tana della Regina dei mriswith, la libera e la indirizza alla sliph, perché la Regina possa deporre le proprie uova ad Aydindril, come desidera. Una volta partita la Regina, Richard si libera dello yabree e si rende conto dell'errore commesso, ma non può far nulla per rimediare perché Merissa tenta di ucciderlo, senza riuscirci, poi lo lascia andare. Richard si reca allora al Palazzo dei Profeti per parlare con la Priora, credendo di incontrare Annalina, ma nell'ufficio della Priora sono riunite Ulicia, Merissa, Tovi, Armina e Cecilia che gli propongono un patto: loro gli dimostreranno la loro fedeltà dicendogli dove si trova Kahlan, potendo usufruire così del legame magico che le libererà dalla tirannia di Jagang, mentre lui le lascerà andare senza impegnarle in ulteriori scontri. A malincuore Richard accetta.
Adie e Kahlan decidono di fare un estremo tentativo per liberarsi così, quando Brogan e Lunetta entrano nella loro stanza, atterrano la donna e bruciano il suo vestito che, secondo Adie, funge da talismano per amplificarne l'Han. In questo modo scoprono che non solo il vestito alterava l'aspetto fisico di Lunetta, ma serviva anche alla donna per inibire il dono del fratello, in modo che lui non potesse usarlo. Brogan, scoprendo di essere lui stesso un mago, impazzisce e Lunetta lo uccide, mentre Galtero uccide Lunetta, venendo poi trafitto da Kahlan. Le due donne fuggono attraverso il Palazzo incontrando la Priora Verna e si accordano con lei per fuggire: Verna cercherà di liberare Warren, mentre Kahlan si occuperà di recuperare Ahern e il suo carro. La Priora Verna si reca quindi negli alloggi del Profeta e vi trova Warren, a cui toglie il Rada-Han, e con il quale si avvia verso il punto d'incontro, mentre Kahlan, compiuto il suo dovere, si scontra con Richard che la sta cercando e, con lui, torna dagli altri. Il Palazzo è ormai sconvolto dalla battaglia che infuria tra l'Ordine Imperiale e la Stirpe dei Fedeli, ma Richard, una volta assicuratosi che i suoi amici sono in salvo, decide di tornare dentro il Palazzo per recuperare un libro di profezie.
La Priora Annalina entra con Zedd nei sotterranei del Palazzo, dove sono custodite le profezie, per distruggere tutto e chiede al mago di tessere una tela di luce per innescare un'esplosione; nel frattempo Nathan, all'esterno, farà saltare le protezioni magiche all'esterno del Palazzo. Zedd tesse la tela di luce, ma dichiara che non può attivarla, perché i maghi che hanno costruito il Palazzo possedevano anche la magia detrattiva, quindi lui non può fare nulla contro di essa; il mago lascia, però, delle trappole per impedire a Jagang di prendere i libri delle profezie. Terminato ciò, Zedd e Annalina escono dal Palazzo.
Richard e  Kahlan arrivano ai sotterranei e, superando le trappole, si impadroniscono del libro di profezie, ma le trappole di Zedd rimangono una minaccia, così Richard fa istintivamente ricorso alla magia detrattiva: la tela di luce si innesca facendo esplodere il Palazzo un attimo dopo che i due ne sono usciti. Si recano, quindi, alla sliph e tornano ad Aydindril. Annalina e Zedd vedono la distruzione del Palazzo e si accorgono che Nathan ha sfruttato la situazione per togliersi il Rada-Han e fuggire. Annalina invia Holly dalla Priora Verna e riparte alla ricerca del profeta, obbligando Zedd ad andare con lei.
Richard e Kahlan arrivano ad Aydindril, ma Merissa li ha seguiti nella sliph e Richard è obbligato ad ucciderla con la Spada della Verità, dopodiché i due uccidono la regina dei mriswith e si ritrovano nel centro della città in cui infuria una cruenta battaglia tra i d'hariani e la Stirpe dei Fedeli, i quali stanno avendo la meglio grazie all'aiuto dei mriswith. Quando tutto sembra ormai perduto dal cielo scende uno stormo di garg, antagonisti magici dei mriswith, guidati da Gratch e arriva un battaglione di keltiani ad aiutare i d'hariani; la battaglia volge così al meglio e la Stirpe dei Fedeli si arrende.
Intanto Annalina e Zedd continuano la ricerca di Nathan e scopriamo che Zedd, benché continui a seguire Ann, può togliersi il Rada-Han quando vuole.

## Edizioni

### Edizioni separate
- Terry Goodkind, La stirpe dei fedeli, traduzione di Nicola Gianni, I ed., Fanucci, 2000,  p. 343, ISBN 88-347-0741-9.
- Terry Goodkind, L'ordine imperiale, traduzione di Nicola Gianni, I ed., Fanucci, 2000,  p. 342, ISBN 88-347-0767-2.

### Edizioni unificate
- Terry Goodkind, La Spada della verità - Vol. 3, Fanucci, 2002, ISBN 88-347-0860-1.
- Terry Goodkind, La stirpe dei fedeli, Fanucci, 2015, ISBN 9788834728130.